# الدوري المكسيكي الممتاز 1961–62
الدوري المكسيكي الممتاز 1961-62 (بالإسبانية: Primera División de México 1961-62)‏ هو الموسم 19 من الدوري المكسيكي الممتاز. أقيم خلال الفترة 14 يونيو 1961 وحتى 8 يناير 1962، وأشرف على تنظيمه اتحاد المكسيك لكرة القدم، وكان عدد الأندية المشاركة فيه 14، وفاز فيه نادي غوادالاخارا.